# Zazuar
Zazuar es una localidad y un municipio situados en la provincia de Burgos, comunidad autónoma de Castilla y León (España), comarca de La Ribera, partido judicial de Aranda, ayuntamiento del mismo nombre. 

## Toponimia
En Pueblos y apellidos de España: diccionario etimológico, de Julián Aydillo San Martín, se indica que Zazuar provendría de Aza-or, significando "altura rocosa", o "en una colina", según Pascual Madoz.
En Santo Domingo de Caleruega, en su contexto socio-político, 1170-1221, dedicado a Domingo de Guzmán, se menciona un documento fechado en Burgos, a 30 de septiembre de 1177, firmado por Alfonso VIII de Castilla y elaborado por dos clérigos, uno de ellos el arcipreste de Sozuuar, identificándose el topónimo con el actual Zazuar.

## Geografía

### Ubicación
El municipio de Zazuar se ubica en la Ribera del Duero, a 12 km al noreste de Aranda de Duero (Burgos), al sur de la provincia de Burgos, a 86 km de la capital. Las coordenadas del municipio son: latitud: 41° 41' 42" N, longitud: 3° 33' 18" O. Tiene una extensión de 22,5 km² y se encuentra a 839 metros sobre el nivel del mar según el Instituto Geográfico Nacional.

### Hidrografía
Por su término municipal pasa el río Arandilla, que acabará dejando sus aguas en el Duero.

### Orografía
El punto más alto del término municipal de Zazuar está en el "Alto de la Casa", con una altura de 916 m s. n. m.

### Clima
La climatología de la Ribera del Duero se caracteriza por una pluviometría moderada-baja (450 mm de lluvia al año) que, unida a sus veranos secos (35 - 40 °C) e inviernos largos y rigurosos (de hasta -15 °C), y con acusadas oscilaciones térmicas a lo largo de las estaciones, la enmarcan dentro de un clima mediterráneo, con más de 2400 horas de sol, y cuyo carácter primordial es la continentalidad.

### Fauna
- Zorros (Vulpes vulpes), corzos (Capreolus capreolus), conejos (Leporidae) y jabalíes (Sus scrofa) son algunas de las especies que pueden observarse en los montes de Zazuar.
- Entre la avifauna destaca la presencia de gorriones, palomas, urracas, grajos, cuervos así como algunas especies de rapaces como el milano (Milvus milvus), . También algún ejemplar aislado de cigüeña y lechuza.

### Flora
En el término municipal de Zazuar se puede encontrar una amplia variedad de flora:
- Árboles silvestres como pinos, encina carrasca (Quercus ilex), enebro de la miera (Juniperus oxycedrus), sabina albar (Juniperus thurifera), nogales, almendros, cerezos, endrinos, chopos, plataneros y algún ejemplar aislado de pinsapo (Abies pinsapo), serbal de los cazadores (Sorbus aucuparia), e higuera (Ficus carica).
- Arbustos y matorrales como tomillo , orégano, jara, lavanda y romero.
- Setas y hongos como níscalos (Lactarius deliciosus) , setas de cardo (Pleurotus eryngii), parasoles (Macrolepiota procera) y pedos de lobo (Lycoperdon perlatum).

### Comunicaciones
Carreteras

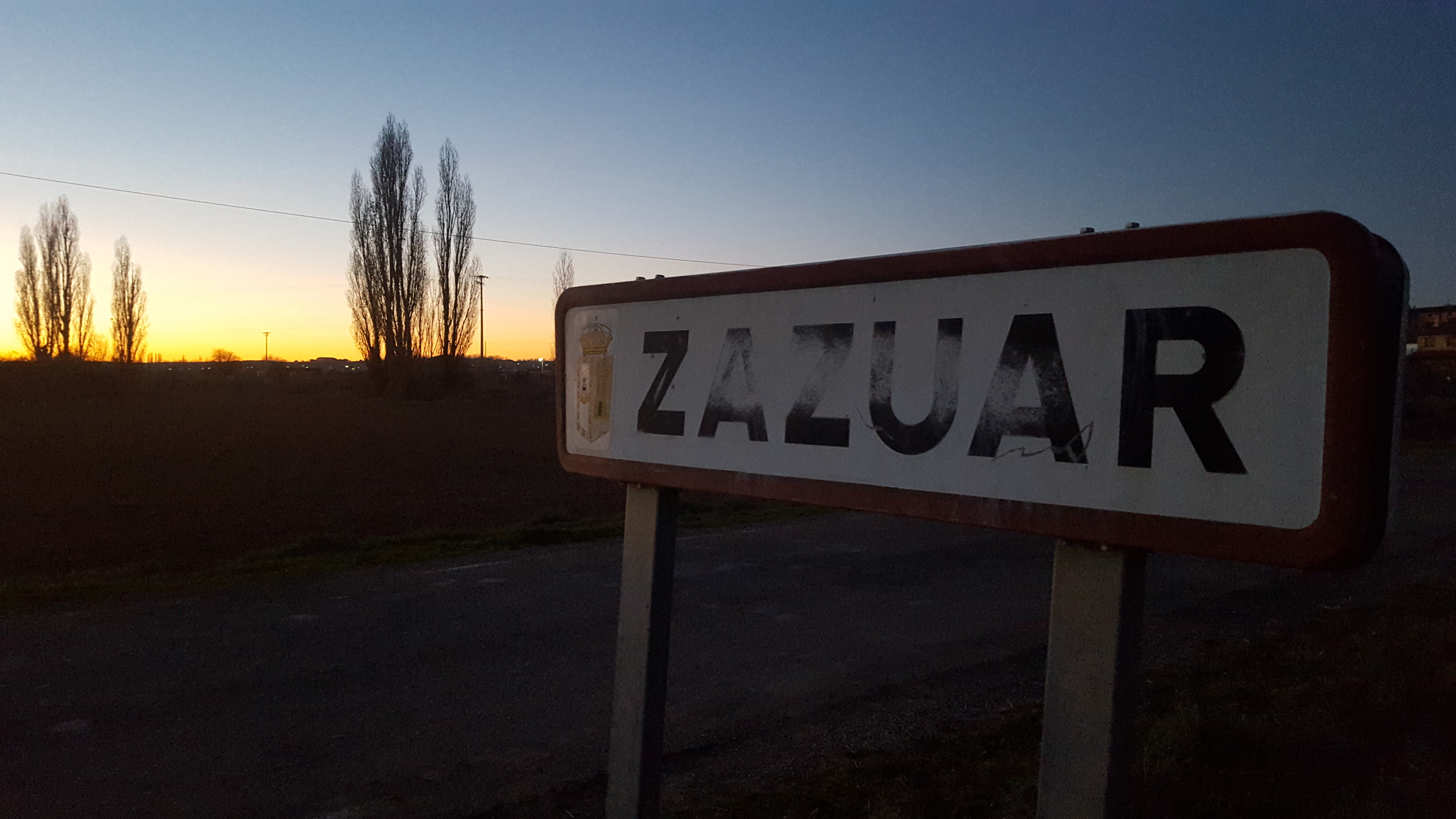
Letrero de entrada a la población

- BU-925. Aranda de Duero - Salas de los Infantes.
- BU-V-9301. Zazuar - Vadocondes.

Ferrocarril más cercano
- Ferrocarril directo Madrid-Burgos

Aeropuertos cercanos
- Aeropuerto de Burgos

## Demografía
Zazuar cuenta con una población de 209 habitantes (INE 2024).
| Gráfica de evolución demográfica de Zazuar entre 1842 y 2021                                                        |
| |
| Población de derecho según los censos de población del INE Población de hecho según los censos de población del INE |

| 1842 | 1857 | 1860 | 1877  | 1887  | 1897  | 1900  | 1910  | 1920 | 1930 | 1940 | 1950  | 1960 | 1970 | 1981 | 1991 | 2001 |
| ---- | ---- | ---- | ----- | ----- | ----- | ----- | ----- | ---- | ---- | ---- | ----- | ---- | ---- | ---- | ---- | ---- |
| 428  | 878  | 951  | 1.017 | 1.028 | 1.047 | 1.037 | 1.103 | 904  | 931  | 951  | 1.032 | 689  | 469  | 382  | 254  | 245  |

- Datos INE. Censos demográficos.

## Economía

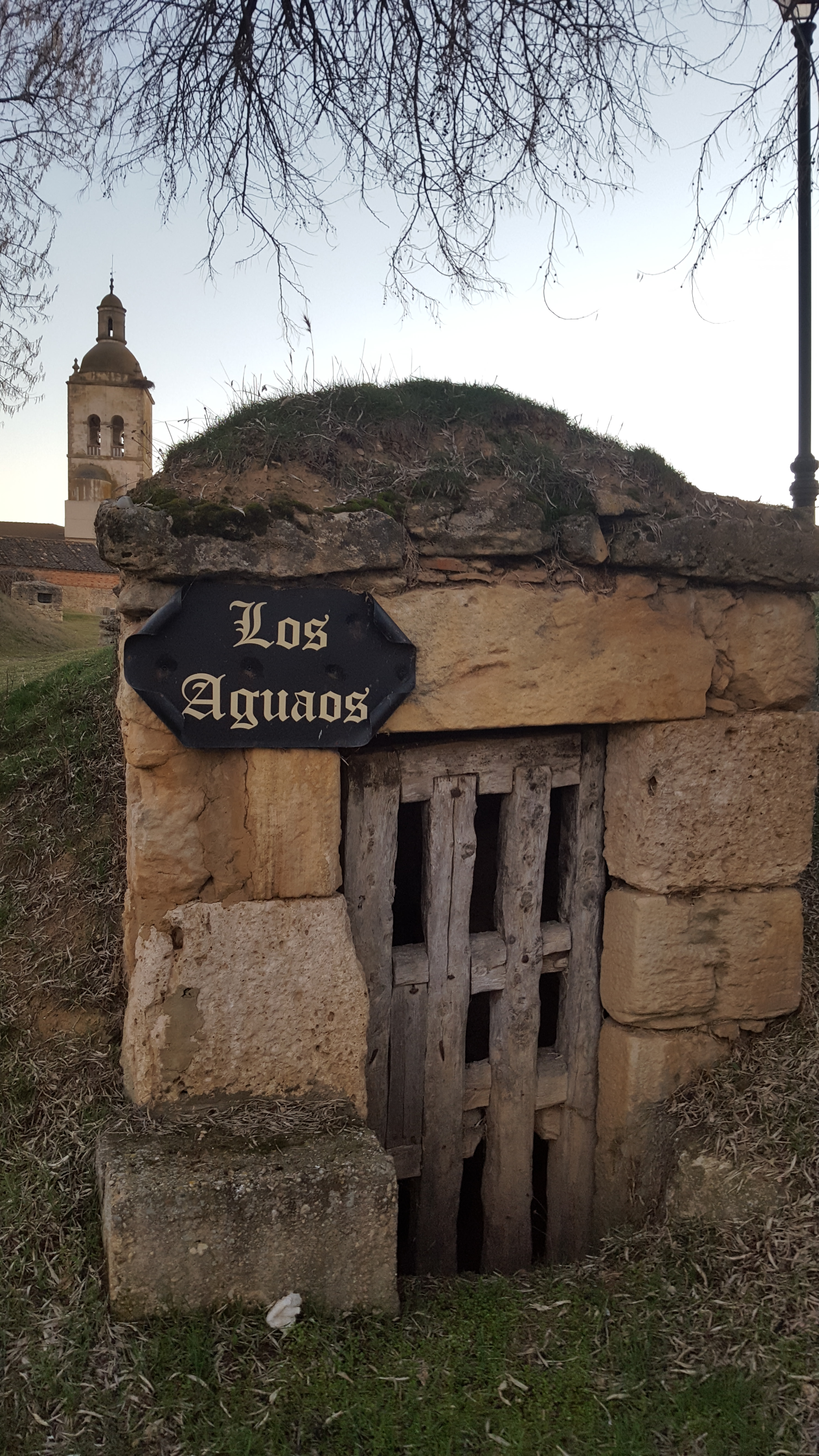
Primer plano de bodega tradicional

La economía de Zazuar está principalmente basada en el cultivo de vid y remolacha, así como en el trabajo en la industria de Aranda de Duero. El pueblo cuenta con una panadería, un autoservicio y dos bares que normalmente no sirven comidas. En cuanto a hostelería, Zazuar cuenta también con cuatro casas de turismo rural.
La Cooperativa San Andrés comercializa el vino «Vegazar» en distintas variedades: blanco, rosado, joven, roble y crianza. Recientemente ha empezado a comercializar una reserva bajo la denominación «Señorío de Zazuar». El «Vegazar» rosado ha ganado los siguientes premios:
- Zarcillo de plata 2005. Vegazar 2004.
- 2.º Premio. VIII Premios Envero. Vegazar 2004.
- 2.º Premio. X Premios ENVERO. Vegazar 2005.

El «Tinto Crianza 2005» ha obtenido el premio «Zarcillo de Oro» en la edición de 2009.

## Símbolos

### Escudo
- Partido:

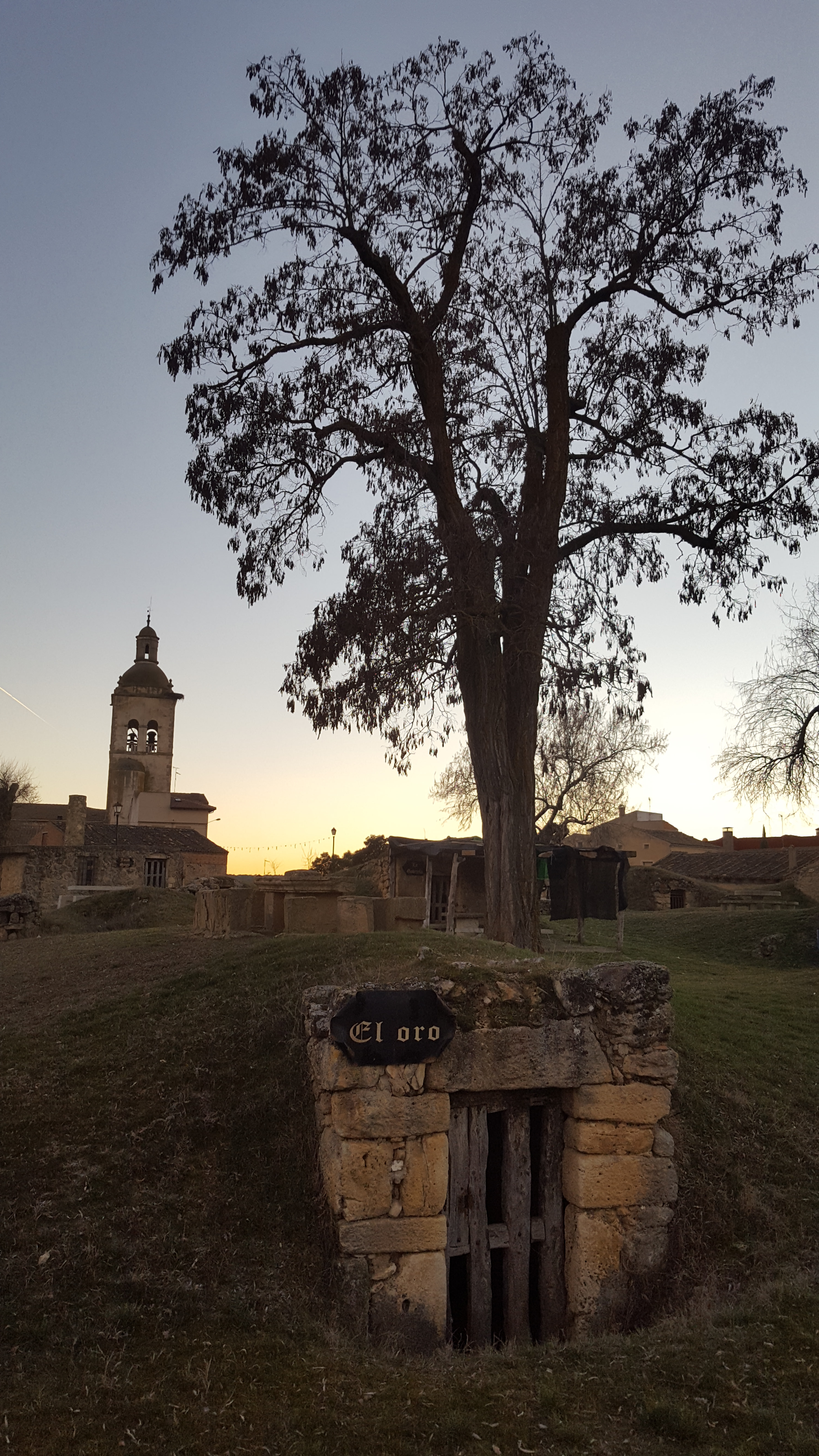
Bodega e iglesia de San Andrés

  - Primero: Gules. Rollo de jurisdicción en oro de cuatro peldaños, un tambor y columna cuadrada y moldurada: remate barroco. En los cantones del jefe sendas torres de oro.
  - Segundo: Plata. Cepas con hojas de sinople y racimos de sable, al jefe, águila exployada en su color y en punta onda de azur. Al timbre corona real cerrada.

### Bandera
Cuadrada, de 1:1 tricolor, en vertical 0,3 de rojo, 0,1 onda de azul y 0,6 de blanco. En el corazón de la bandera campeará el escudo municipal.
Escudo y bandera definidos en BOCYL N.º 233 de 30 de noviembre de 2001.

## Administración y política
En las elecciones municipales de España de 1991 fue elegido alcalde Tomás Causín Aguilera del Partido Popular.Obtuvo 138 votos de los 249 contabilizados.

### Mancomunidad
Sede de la Mancomunidad Río Arandilla.

## Monumentos y lugares de interés

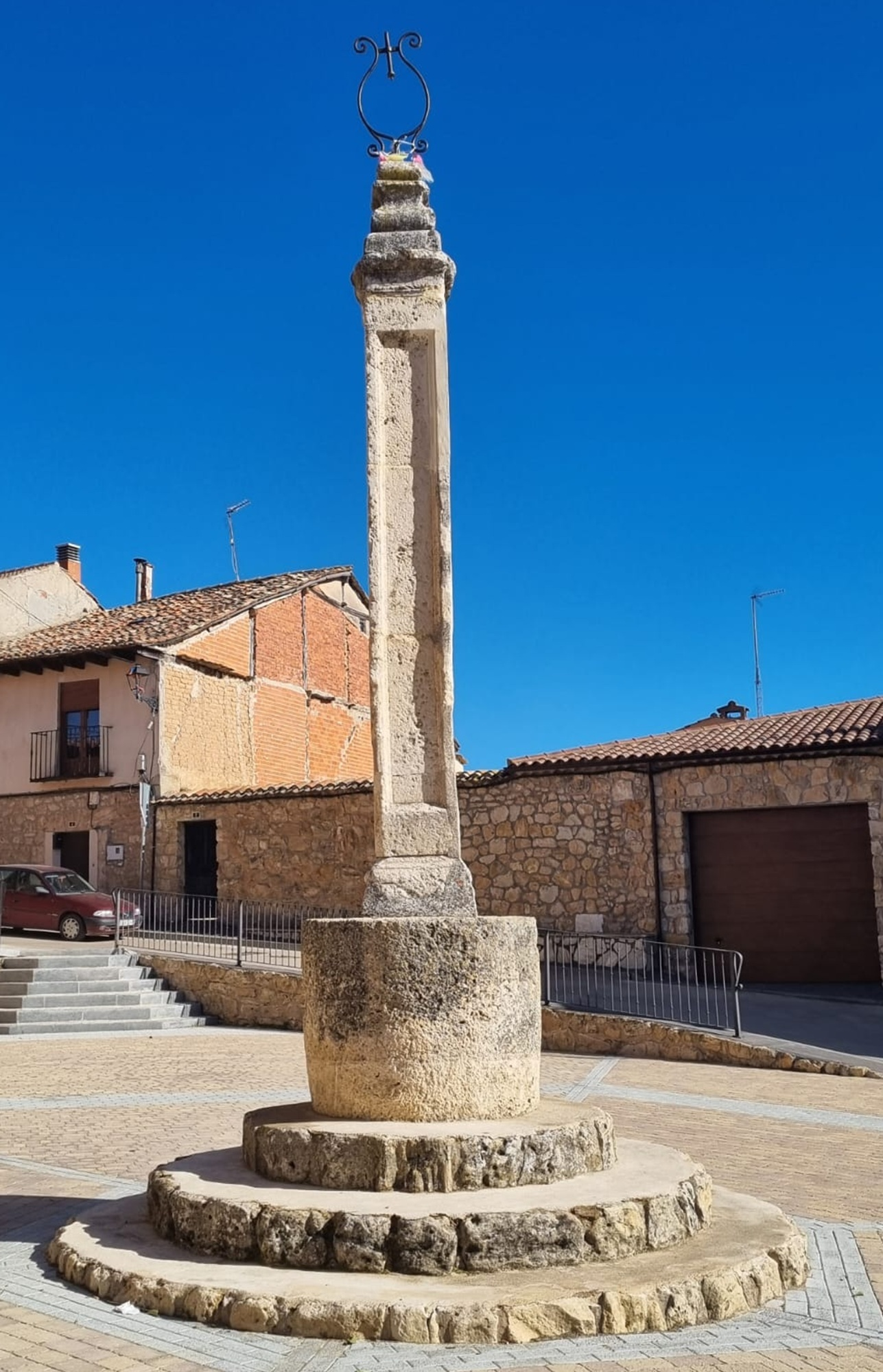
Rollo de justicia, Zazuar

- Iglesia de San Andrés: iglesia de grandes dimensiones iniciada en el siglo XVI y cuya construcción duró dos siglos aproximadamente.
- Rollo de Justicia en la Plaza Mayor del pueblo. Levantado en la segunda mitad del siglo XVII, sobre tres escalerones circulares se ha colocado una piedra de lagar en el que descansa un pilar cuadrado con rehundimientos en sus cuatro lados.
- Importante conjunto de bodegas, muchas de ellas datan del siglo XVII.
- Ermita de San Vítores. Los estatutos de su Cofradía datan del siglo XVII.

## Cultura

### Fiestas
- Fiestas patronales: 2 de julio. Visitación de la Virgen a su prima Santa Isabel.
- Verano cultural, cada mes de agosto.
- 30 de noviembre: San Andrés, patrón del municipio.

### Folclore
La "Danza del Milano" es un baile típico del pueblo.

### Gastronomía
Gran variedad de productos entre los que cabe destacar los de origen porcino a partir de matanzas tradicionales así como el cordero
(preparado asado) de gran calidad, ya sea como lechazo asado en horno de leña o como chuletas a la parrilla. Para beber, vinos de la tierra, con Denominación de Origen Ribera del Duero.